# Phthinia setosa
Phthinia setosa är en tvåvingeart som beskrevs av Zaitzev 1994. Phthinia setosa ingår i släktet Phthinia och familjen svampmyggor. Arten är reproducerande i Sverige. Inga underarter finns listade i Catalogue of Life.